# 大苑子
大苑子（英語：DaYung's，公司為大苑子開發股份有限公司）是發跡於臺灣彰化縣員林的連鎖台灣手搖飲料品牌，成立於2001年，創辦人兼總經理為邱瑞堂。目前在全球擁有230間門市。

## 事件
- 2015年05月包種青茶被檢驗出農藥超標，問題產品已全部停售下架。[5]
- 台灣手搖茶業者政治表態事件